# Tanout (Departement)
Tanout ist ein Departement in der Region Zinder in Niger.

## Geographie

Wüste in Tanout im Winter

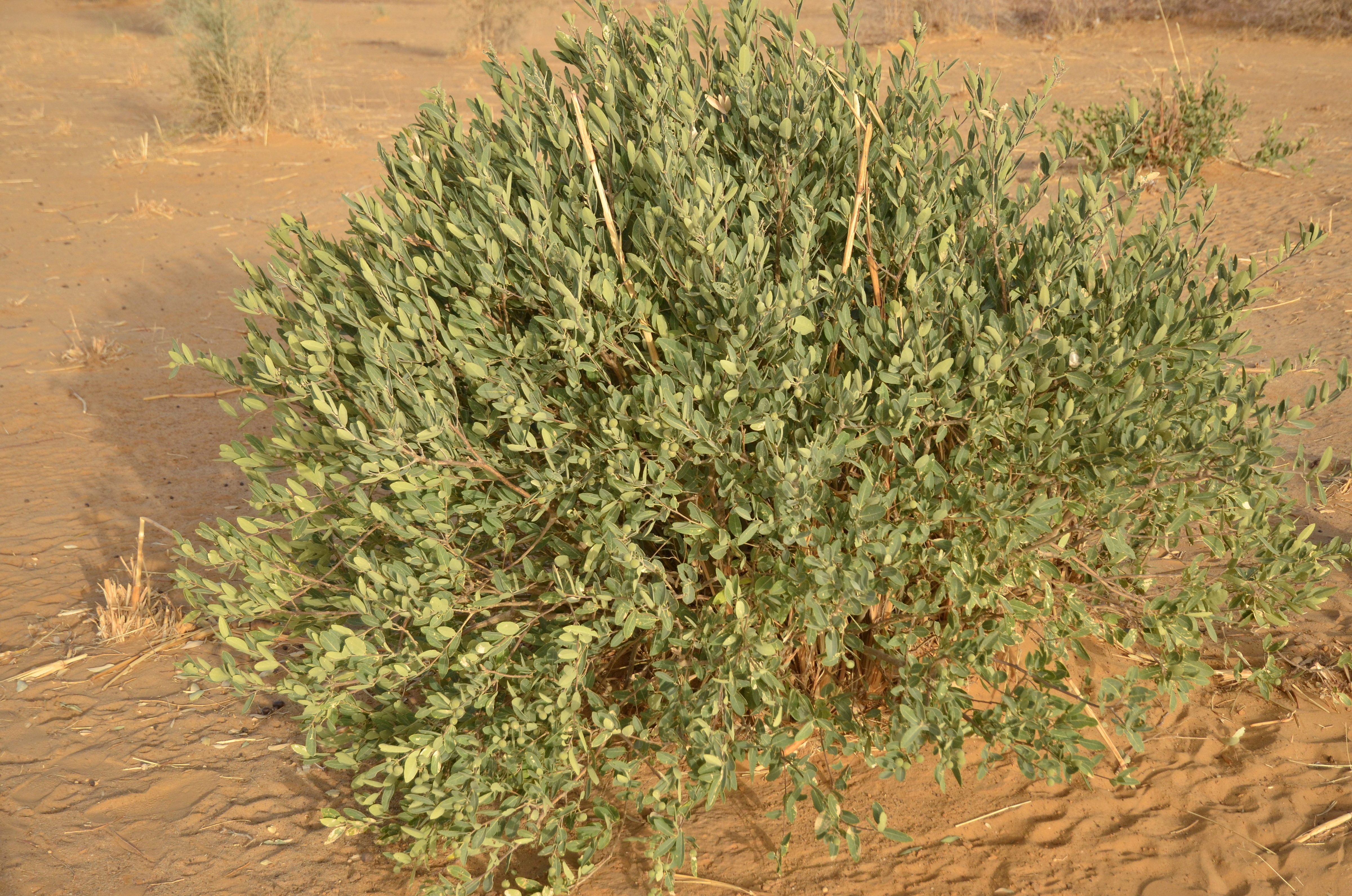
Boscia-senegalensis-Busch in Tanout

Das Departement liegt im Zentrum des Landes. Es besteht aus der Stadtgemeinde Tanout und den Landgemeinden Falenko, Gangara, Olléléwa und Tenhya. Der namensgebende Hauptort des Departements ist Tanout. In der Mitte des Departements befindet sich die Landschaft Damergou.

## Geschichte
Nach der Unabhängigkeit Nigers im Jahr 1960 wurde das Staatsgebiet in 32 Bezirke (circonscriptions) aufgeteilt. Einer davon war der Bezirk Tanout. 1964 gliederte eine Verwaltungsreform Niger in sieben Departements, die Vorgänger der späteren Regionen, und 32 Arrondissements, die Vorgänger der späteren Departements. Im Zuge dessen wurde der Bezirk Tanout in das Arrondissement Tanout umgewandelt. Von 1984 bis 1988 leitete der Offizier Torda Haïnikoye als Unterpräfekt das Arrondissement.
Im Jahr 1998 wurden die bisherigen Arrondissements Nigers zu Departements erhoben, an deren Spitze jeweils ein vom Ministerrat ernannter Präfekt steht. Die Gliederung des Departements in Gemeinden besteht seit dem Jahr 2002. Zuvor bestand es aus dem städtischen Zentrum Tanout, den Kantonen Tanout, Gangara, Olléléwa und Tarka/Belbédji und einer Restzone. 2011 wurde Belbédji als eigenes Departement aus dem Departement Tanout herausgelöst.

## Bevölkerung
Das Departement Tanout hat gemäß der Volkszählung 2012 439.741 Einwohner. Bei der Volkszählung 2001, vor der Herauslösung von Belbédji, waren es 338.842 Einwohner, bei der Volkszählung 1988 191.738 Einwohner und bei der Volkszählung 1977 149.318 Einwohner.

## Verwaltung
An der Spitze des Departements steht ein Präfekt (französisch: préfet), der vom Ministerrat auf Vorschlag des Innenministers ernannt wird.
| Amtszeit                      | Name                                                           |
| ----------------------------- | -------------------------------------------------------------- |
| …                             |                                                                |
| 31. Jan. 2008 – 15. Apr. 2010 | Daddis Adam (alias Dadis Adam; bis 22. Mai 2008 interimsmäßig) |
| 15. Apr. 2010 – 3. Jun. 2011  | Amadou Seybou Dioffo                                           |
| 3. Jun. 2011 – 2. Mai 2014    | Oumarou Mahamane                                               |
| 2. Mai 2014 – 29. Jul. 2016   | Ibrahim Boubakar                                               |
| 29. Jul. 2016 – 9. Okt. 2018  | Moussa Sayabou                                                 |
| 9. Okt. 2018 – 8. Nov. 2021   | Bachir Malam Oumarou                                           |
| 8. Nov. 2021 – 24. Aug. 2023  | Karimoun Ibro                                                  |
| seit 24. Aug. 2023            | Idrissa Ibro                                                   |